# Liste der Abgeordneten zum Landtag von Niederösterreich (III. Gesetzgebungsperiode)
Diese Liste der Abgeordneten zum Landtag von Niederösterreich (III. Gesetzgebungsperiode) listet alle Abgeordneten des Landtags von Niederösterreich während der III. Gesetzgebungsperiode auf, wobei die Gesetzgebungsperiode vom 21. Mai 1932 bis zum 22. November 1934 reichte. Nach den Landtagswahlen vom 24. April 1932 entfielen 28 der 56 Mandate auf die Christlichsoziale Partei (CS), 20 Mandate auf die Sozialdemokratische Arbeiterpartei (SDAP) und 8 Mandate auf Nationalsozialistische Deutsche Arbeiterpartei (NSDAP). Der Landtag wählte am 21. Mai 1932 die Landesregierung Buresch III.
Nach der Bundesverfassungsnovelle 1929 hatte der Landtag von Niederösterreich 1932 durch eine Wahlrechtsreform die Anzahl der Mandate von 60 auf 56 gesenkt. Dies war nötig geworden, nachdem die Bundesverfassung die Zahl der Abgeordneten an die Bevölkerungszahl der Bundesländer gekoppelt hatte und Niederösterreich nach der letzten Volkszählung von 1923 unter 1,5 Millionen Einwohner hatte. Gleichzeitig reformierte der Landtag von Niederösterreich auch die Größe der Wahlkreise. Niederösterreich hatte zuvor die größten Wahlkreise in Österreich besessen, weshalb die ursprünglich vier Wahlkreise jeweils in zwei Teile geteilt wurden. Die Mandate verteilten sich in der Folge folgendermaßen: Wahlkreis 1 (Eisenwurzen) 5, Wahlkreis 2 (Traisengau) 9, Wahlkreis 3 (Steinfeld) 8, Wahlkreis 4 (Wiener Boden), Wahlkreis 5 (Marchfeld) 7, Wahlkreis 6 (Weingau) 6, Wahlkreis 7 (Waldviertel) 6 und Wahlkreis 8 (Wachau) 5 Mandate. Neben der Wahlkreisreform führte der Landtag von Niederösterreich auch ein zweites Ermittlungsverfahren ein, sodass bei der Landtagswahl 1932 auch Reststimmenmandate vergeben wurden.
Die Abgeordneten der Nationalsozialistischen Partei verloren ihr Mandat nach dem Verbot der Partei am 23. Juni 1933. Die sozialdemokratischen Abgeordneten ereilte dasselbe Schicksal nach dem Ausbruch der Februarkämpfe. Ihnen wurden die Mandate am 16. Februar 1934 aberkannt.

## Funktionen

### Landtagspräsidium
Dem Landtagspräsidium stand der christlich-soziale Politiker Alois Fischer als Erster Präsident vor. Das Amt des Zweiten Präsidenten hatte der Sozialdemokrat Leopold Petznek inne, der sein Mandat und seine Funktion als Zweiter Präsident mit dem 16. Februar 1934 verlor. Das Amt des Dritten Präsidenten hatte der christlich-soziale Politiker Rudolf Beirer inne.

### Landtagsabgeordnete
| Name                 | Fraktion | Wahlkreis                   | Anmerkungen                         |
| -------------------- | -------- | --------------------------- | ----------------------------------- |
| Autrith Sepp         | NSDAP    | Weingau (Korneuburg)        |                                     |
| Barsch Leopold       | CS       | Weingau (Korneuburg)        |                                     |
| Beirer Rudolf        | CS       | Steinfeld (Wiener Neustadt) |                                     |
| Czermak Emmerich     | CS       | Weingau (Korneuburg)        |                                     |
| Dittelbach Franz     | SDAP     | Steinfeld (Wiener Neustadt) |                                     |
| Etlinger Karl        | CS       | Eisenwurzen (Amstetten)     |                                     |
| Ernst Franz Johann   | CS       | Steinfeld (Wiener Neustadt) |                                     |
| Falmbigl Georg       | CS       |                             |                                     |
| Fischer Alois        | CS       |                             |                                     |
| Fischer Johann       | CS       | Weingau (Korneuburg)        |                                     |
| Graf Kathi           | SDAP     |                             |                                     |
| Haller Johann        | CS       | Steinfeld (Wiener Neustadt) |                                     |
| Hein Robert          | SDAP     | Traisengau (St. Pölten)     |                                     |
| Helmer Oskar         | SDAP     | Steinfeld (Wiener Neustadt) |                                     |
| Höchtl Leopold       | CS       | Waldviertel (Gmünd)         |                                     |
| Höfinger Konrad      | NSDAP    |                             |                                     |
| Höller Hans          | CS       | Eisenwurzen (Amstetten)     |                                     |
| Holzer Anna          | CS       | Wachau (Krems)              |                                     |
| Hugl Laurenz         | CS       | Marchfeld (Mistelbach)      |                                     |
| Junker Alois         | SDAP     | Waldviertel (Gmünd)         |                                     |
| Kaiser Johann        | CS       | Traisengau (St. Pölten)     |                                     |
| Kaminger Rudolf      | SDAP     | Wachau (Krems)              |                                     |
| Kislinger Karl       | SDAP     | Wiener Boden (Baden)        |                                     |
| Klieber Mauritius    | CS       | Wiener Boden (Baden)        |                                     |
| Langer Emmo          | NSDAP    | Traisengau (St. Pölten)     |                                     |
| Latschenberger Karl  | CS       | Eisenwurzen (Amstetten)     |                                     |
| Leopold Josef        | NSDAP    |                             |                                     |
| Lowatschek Josef     | CS       | Wiener Boden (Baden)        |                                     |
| Macho Rudolf         | CS       | Waldviertel (Gmünd)         |                                     |
| Magerl Ernst         | CS       | Waldviertel (Gmünd)         |                                     |
| Mentasti Alois       | SDAP     | Weingau (Korneuburg)        |                                     |
| Moschna Franz        | CS       | Marchfeld (Mistelbach)      |                                     |
| Mück Fridolin        | CS       | Restmandat                  |                                     |
| Pauppill Theodor     | SDAP     | Eisenwurzen (Amstetten)     |                                     |
| Petznek Leopold      | SDAP     | Restmandat                  |                                     |
| Popp Franz           | SDAP     | Restmandat                  |                                     |
| Posch Rudolf         | SDAP     | Steinfeld (Wiener Neustadt) |                                     |
| Pöschl Josef         | CS       | Weingau (Korneuburg)        |                                     |
| Prader Georg         | CS       | Traisengau (St. Pölten)     |                                     |
| Prendinger Franz     | CS       | Wiener Boden (Baden)        |                                     |
| Püchler Josef        | SDAP     | Steinfeld (Wiener Neustadt) |                                     |
| Reif Konrad          | SDAP     |                             |                                     |
| Reither Josef        | CS       | Restmandat                  |                                     |
| Reitmaier Adolf      | SDAP     |                             |                                     |
| Rentmeister Walter   | NSDAP    |                             |                                     |
| Reschny Hermann      | NSDAP    | Restmandat                  | bis 2. Juni 1932                    |
| Ruckteschl Leopold   | SDAP     | Wiener Boden (Baden)        |                                     |
| Saliger Rudolf       | NSDAP    | Restmandat                  |                                     |
| Scharmitzer Leopold  | CS       | Marchfeld (Mistelbach)      |                                     |
| Schmid Franz         | NSDAP    |                             |                                     |
| Schneidmadl Heinrich | SDAP     | Restmandat                  |                                     |
| Simoner Franz        | CS       | Traisengau (St. Pölten)     |                                     |
| Steinböck Johann     | CS       |                             |                                     |
| Straßmayr Karl       | NSDAP    |                             | ab 3. Juni 1932 für Hermann Reschny |
| Welsch Josefine      | SDAP     | Wiener Boden (Baden)        |                                     |
| Werndl Johann        | SDAP     | Wiener Boden (Baden)        |                                     |
| Widmayer Heinrich    | SDAP     |                             |                                     |